# Garam Masala (2005)
Garam Masala (Hindi: गरम मसाला)  ist eine indische Filmkomödie von Priyadarshan aus dem Jahr 2005.

## Handlung
Makrand alias Mac und sein Assistent Shayam alias Sam sind Fotografen für das „Garam Masala“-Magazin. Doch ihre Bilder taugen nichts und ihnen wird schon mit einer Kündigung gedroht. Deshalb klaut sich Sam von einem Meister professionelle Bilder und gewinnt an einem Wettbewerb. Sam kann seinen Job behalten und fliegt erst nach Amerika.
Eifersüchtig auf den Erfolg von Sam, kommt Mac zwischenzeitlich in den Besitz eines Apartments, woraus er ein Liebesnest macht, um sein Leben zu genießen. Er verlobt sich mit drei Stewardessen Deepti, Sweety und Pooja und koordiniert deren Flüge so, dass er mit jeden von ihnen genügend Zeit verbringen kann. Dabei lässt er sich von seiner echten Verlobten Anjali nicht stören.
Schon bald tauchen die ersten Probleme auf: Der Koch Mambo will das Spiel bald nicht länger mitmachen, weil er für alles verantwortlich gemacht wird. Als dann auch Sam zurückkommt und sich bei Mac einnistet, scheint das Chaos auszubrechen, denn ständig ändern sich die Flugzeiten der drei Mädchen. Mac, Mambo, Sam und Babban, ein Kumpel, müssen verhindern, dass die drei aufeinandertreffen.
Doch auf lange Sicht geht auch dies nicht gut und die ganze Wahrheit kommt ans Licht. Auch Anjali weiß alles. Nun flieht Mac vor den Stewardessen, während Sam Anjali zur Vergebung bewegt.

## Musik
| Songtitel              | Sänger/in                       |
| ---------------------- | ------------------------------- |
| Adaa                   | Sonu Nigam                      |
| Chori Chori (Part 1)   | Hema Sardesai, Sukhwinder Singh |
| Chori Chori (Part 2)   | K K                             |
| Kiss Me Baby           | Adnan Sami                      |
| Falak Dekhoon (Part 1) | Sonu Nigam                      |
| Falak Dekhoon (Part 2) | Udit Narayan                    |
| Dil Samundar           | K K, Sunidhi Chauhan            |
| Adaa (Remix)           | Sonu Nigam                      |

## Auszeichnungen
Filmfare Award 2006:
- Filmfare Award/Bester Komiker an Akshay Kumar